# Championnats panaméricains de BMX 2021
 (novembre 2021).
Navigation
Édition précédente Édition suivante
Les championnats panaméricains de BMX 2021 ont lieu le 13 novembre 2021 à Lima au Pérou.

## Podiums
| Épreuves            | Or               | Argent           | Bronze             |
| ------------------- | ---------------- | ---------------- | ------------------ |
| Épreuves masculines |                  |                  |                    |
| Élites hommes       | Diego Arboleda   | Nicolás Torres   | Gonzalo Molina     |
| Juniors hommes      | Pedro Benalcazar | Ignacio Aguilera | Santiago Santa     |
| Épreuves féminines  |                  |                  |                    |
| Élites femmes       | Mariana Pajón    | Andrea Escobar   | Priscilla Carnaval |
| Juniors femmes      | Manuela Martínez | Domenica Mora    | Isabela Carranza   |